# Всесвітній фестиваль анімаційних фільмів у Заґребі
Всесвітній фестиваль анімаційних фільмів у Заґребі — Анімафест Заґреб було засновано за ініціативи Міжнародної асоціації анімаційного кіно у 1972 році в Заґребі, Хорватія, що на той час входила до складу Югославії. Це другий найстаріший анімаційний фестиваль Європи, що виник внаслідок успіху Заґребської школи анімації (фр. l'ecole de Zagreb) і з деякими перервами проводився кожний другий рік.
Кандидатуру Заґребу для проведення постійного анімаційного фестивалю було затверджено на зустрічі АСІФА в Лондоні у 1969 році. Серед нагород фестивалю призи Основного конкурсу, Конкурсів Студентських фільмів, Дитячих фільмів, Навчальних фільмів, Рекламних роликів, Музичного відео та Фільмів для Інтернет.

У 1986 році було засновано унікальний для фестивалів анімаційного кіна Приз за досягнення всього життя. Приз за визначний внесок у розвиток теорії анімації було засновано у 2002 році.

## Володарі Ґран-прі

Плакат 1972

- 1972 — Січа при Керженці (1971) — Іван Іванов-Вано, Юрій Норштейн (СРСР)
- 1974 — Щоденник (Dnevnik) (1974) — Нєдєлько Драґіч (Югославія)
- 1978 — Сатіманія (Satiemania) (1978) — Зденко Ґаспарович (Югославія)
- 1980 — Казка казок (1979) — Юрій Норштейн (СРСР)
- 1984 — Стрибки (Jumping) (1984) — Осаму Тедзука (Канада, Японія)
- 1988 — Сніданок на траві (Eine murul) (1987) — Прійт Пярн (СРСР)
- 1990 — Шпилька до брошки та гріховні обійми (The Brooch Pin and the Sinful Clasp) (1990) — Джоана Вудворд (Велика Британія)
- 1992 — Франц Кафка (Franz Kafka) (1992) — Пйотр Думала (Польща)
- 1994 — Волес і Громіт: Неправильні штани (Wallace & Gromit in The Wrong Trousers) (1992) — Нік Парк (Велика Британія)
- 1996 — 1895 (1995) — Прійт Пярн та Янно Пилдма (Естонія)
- 1998 — Русалка (1997) — Олександр Петров (Росія)
- 2000 — Коли починається день (When the Day Breaks) (1999) — Аманда Форбіс (Канада)
- 2002 — Батько і донька (Father and Daughter) (2000) — Міхаель Дудок Де Віт (Велика Британія, Бельгія, Нідерланди)
- 2004 — Голова-гора (Atama-yama) (2002) — Кодзі Ямамура (Японія)
- 2005 — Теркель і халепа (2004) — Крестен Вестб'єрґ Андерсен, Торнбйорн Крістофферсен, Стефан Ф'єльдмарк (Данія)
- 2007 — Азюр та Асмар (Azur et Asmar) (2006) — Мішель Осело (Франція)
- 2008 — Сестри Пірс (The Pearce Sisters) (2007) — Луїс Кук (Велика Британія)
- 2009 — Вальс з Баширом (Waltz with Bashir) (2008) — Арі Фольман (Франція, Німеччина, Ізраїль)
- 2010 — Водолази під дощем (Tuukrid vihmas) (2009) — Ольга Пярн, Прійт Пярн (Естонія)
- 2011 — Моя собака Тюльпана (My Dog Tulip) (2009) — Пол Фірлінґер (США)
- 2012 — О, Віллі... (Oh Willy...) (2011) — Емма Де Свеф, Марк Ямес Релс (Бельгія, Франція, Нідерланди)